# Olivetti Prodest PC 128S
Olivetti Prodest PC 128S (Prodest PC 128S) је био кућни рачунар фирме Оливети (Olivetti) који је почео да се производи у Италији од 1987. године.
Користио је 65C12 као микропроцесор. RAM меморија рачунара је имала капацитет од 128 KB. 
Као оперативни систем кориштен је ADFS.

## Детаљни подаци
Детаљнији подаци о рачунару Prodest PC 128S су дати у табели испод.
|                       |                                                                                                   |
| [ 1 ]                 |                                                                                                   |
| Произвођач            | Оливети                                                                                           |
| Тип                   | кућни рачунар                                                                                     |
| Меморија              | 128 KB                                                                                            |
| Поријекло             | Италија                                                                                           |
| Година                | 1987                                                                                              |
| Тастатура             | Пуни помак, 93-тастера са 10 функцијских тастера и нумеричка тастатура                            |
| Процесор              |                                                                                                   |
| Фреквенција процесора | 2                                                                                                 |
| RAM                   | 128 KB                                                                                            |
| ROM                   | 64 - OS: 32 KB, BASIC: 16 KB, ADFS: 16 KB                                                         |
| Текст                 | 80 x 32/25 (2 боје) / 40 x 32/25 (2 или 4 боје) / 20 x 32 (16 боја) / 40 x 25 (приказ телетекста) |
| Графика               | 640 x 256 (2 боје) / 320 x 256 (4 боје) / 160 x 256 (16 боја)                                     |
| Боја                  | 16 (8 боја + опција треперења)                                                                    |
| Звук                  | 4 канала, 7 октава                                                                                |
| Димензије             | Тастатура: 42,5 (ширина) x 21,7 (дубина) x 7,7 (висина)                                           |
| Портови               |                                                                                                   |
| Оперативни систем     |                                                                                                   |